# Sungai Kijang
Sungai Kijang is een bestuurslaag in het regentschap Musi Rawas van de provincie Zuid-Sumatra, Indonesië. Sungai Kijang telt 1095 inwoners (volkstelling 2010).